# Annelise Coberger
Annelise Coberger, née le 16 septembre 1971 à Christchurch, est une skieuse alpine néo-zélandaise.

## Biographie
Le 9 février 1993, lors des championnats du monde, elle remporte la première manche, avant de connaître l’élimination lors de la deuxième, après avoir enfourché l’un des derniers piquets du parcours.

## Palmarès

### Jeux olympiques
| Édition / Épreuve   | Slalom   |
| ------------------- | -------- |
| JO 1992 Albertville | Argent   |
| JO 1994 Lillehammer | Éliminée |

### Championnats du monde
| Édition / Épreuve      | Slalom   | Combiné |
| ---------------------- | -------- | ------- |
| Mondiaux 1991 Saalbach | -        | 13e     |
| Mondiaux 1993 Morioka  | Eliminée | -       |

### Coupe du monde
- Meilleur résultat au classement général : 14e en 1992-1993
  - 8 podiums, dont 1 victoire

| Saison/Classement | Général | Général | Slalom | Slalom |
| Saison/Classement | Class.  | Points  | Class. | Points |
| ----------------- | ------- | ------- | ------ | ------ |
| 1991-1992         | 22e     | 335     | 5e     | 335    |
| 1992-1993         | 14e     | 484     | 2e     | 484    |
| 1993-1994         | 46e     | 163     | 16e    | 163    |
| 1994-1995         | 57e     | 110     | 18e    | 110    |

| Saison / Épreuve | Slalom       | Total |
| ---------------- | ------------ | ----- |
| 1991-1992        | Hinterstoder | 1     |
| Total            | 1            | 1     |

### Arlberg-Kandahar
- Meilleur résultat : 2e place du slalom 1993 à Cortina d’Ampezzo